# Carolyn of the Corners
Carolyn of the Corners er en amerikansk stumfilm fra 1919 af Robert Thornby.

## Medvirkende
- Bessie Love - Carolyn May Cameron
- Charles Edler - Joe Stagg
- Charlotte Mineau - Amanda Parlow
- Eunice Moore